# Camponotus burtoni
Camponotus burtoni är en myrart som beskrevs av Mann 1916. Camponotus burtoni ingår i släktet hästmyror, och familjen myror. Inga underarter finns listade.